# Ruxandra Cesereanu
Ruxandra-Mihaela Cesereanu ou Ruxandra-Mihaela Braga, née le 17 août 1963 à Cluj-Napoca, est une poétesse, essayiste, nouvelliste, romancière et critique littéraire roumaine.

## Biographie
Également connue comme journaliste, universitaire, historienne de la littérature et critique de cinéma, Cesereanu est titulaire d'un poste d'enseignant à l'université Babeș-Bolyai, et collaboratrice de la revue de Cluj-Napoca Steaua.
Auteur de plusieurs volumes de prose et de poésie, Cesereanu est devenue célèbre pour ses descriptions lyriques de la féminité et de l'érotisme, dont beaucoup lui ont attiré des critiques élogieuses dans son pays natal.